# Grace Under Pressure (Rush)
| Recensione | Giudizio |
| ---------- | -------- |
| AllMusic   |          |

Grace Under Pressure è il decimo album in studio della rock band canadese Rush. È stato registrato e mixato tra il novembre del 1983 e il marzo del 1984 a Le Studio, di Morin-Heights in Québec e pubblicato il 12 aprile 1984.
Certificato disco di platino dalla RIAA il 26 giugno 1984.

## Descrizione
I Rush avevano deciso di non continuare la loro collaborazione con Terry Brown, che aveva prodotto tutti gli album del trio da Fly by Night (1975) fino a Signals (1982). La scelta del nuovo co-produttore era caduta su Steve Lillywhite, il quale vantava precedenti illustri nell'ambito della produzione musicale. Poco prima dell'inizio delle registrazioni però, Lillywhite decise di uscire dal progetto, adducendo a motivazione il fatto che non si sentiva l'uomo giusto per la band. I Rush furono costretti a produrre l'album da soli, con l'assistenza di Peter Henderson. Così come per il disco precedente, anche in Grace Under Pressure durante le sedute di registrazione vi furono molte tensioni tra i componenti della band.
Secondo Neil Peart la ricerca del produttore -molto più complessa del previsto- ha causato notevoli ritardi rispetto a quanto pianificato per la realizzazione del nuovo disco. Mentre ricercavano detta figura in tre settimane sono state scritte e riportate su demo le canzoni Between the Wheels, Kid Gloves, Afterimage, Red Sector A e The Body Electric. Dopo i concerti con le date di riscaldamento programmate presso il Radio City Music Hall di New York, eseguite tra il 18 e il 23 settembre 1983, i Rush non erano ancora pronti per le sedute in studio di registrazione, hanno così continuato la ricerca del produttore discografico e nel contempo a lavorare sui nuovi brani. In questa fase sono state completate le scritture e le preparazione dei demo per Distant Early Warning e The Enemy Within, mentre era ancora in lavorazione Red Lenses. Una volta individuato il produttore nella persona di Peter Henderson i Rush si sono trasferiti immediatamente nello studio di registrazione Le Studio di Morin Heights. L'influenza di Henderson ha permesso al gruppo di sperimentare nuovi suoni e approcci originali alle canzoni. In quel periodo è stato scelto il titolo dell'album, utile a riflettere da una parte lo stato d'animo dei componenti del gruppo per le difficoltà riscontrate nel portare a termine il lavoro, ma soprattutto per descrivere alcune impegnative vicende personali del recente passato, e la situazione di crisi globale che stava attraversando il mondo in quel periodo, cose queste che sono  tutte andate a riflettersi sui testi delle canzoni. Nelle fasi finali di realizzazione, con un notevole ritardo accumulato rispetto alla tabella di marcia programmata, le registrazioni e missaggio sono diventate molto sfiancanti e impegnative.
L'album prosegue la linea tracciata con il precedente lavoro: molte tastiere, anche se la chitarra assume un ruolo più importante, suoni moderni, arricchiti anche dalle percussioni elettroniche. Tra le tracce più apprezzate bisogna segnalare almeno Distant Early Warning, Red Sector A, The Enemy Within e  Between the Wheels.
La critica al momento della pubblicazione dell'album fornisce letture contrastanti: secondo Rolling Stone il disco soddisfa solo gli amanti del gruppo; vengono apprezzati i nuovi elementi introdotti nelle canzoni (tastiere e percussioni elettroniche), il cantato di Geddy Lee e i testi di Peart. Il disco però viene considerato debole dal punto di vista musicale, scarso nello sviluppo armonico e delle melodie; le parti di Lifeson non vengono ritenute molto interessanti e la batteria di Peart suonata con una inutile complessità (giudizio finale 3/5). Illinois Entertainment invece giudica l'album come un prodotto estremamente divertente, con materiale adatto alle trasmissioni radiofoniche e ottimo per i concerti dal vivo; la band realizza musica vagamente metal, ma filtrata dal buon gusto della band. I testi rivelano l'angoscia dei tempi moderni. Secondo Greg Prato di All Music mentre la maggior parte dei gruppi degli anni settanta negli anni ottanta hanno prodotto album sfuocati e poco ispirati, i Rush di Grace Under Pressure rappresentano una eccezione. Da questo album il suono dei Rush diviene più moderno e accessibile, anche se molti fans della prima ora criticheranno l'ingombrante presenza dei sintetizzatori.
Il tema dominante dell'opera è, come anche indicato dal titolo (grazia sotto pressione) la "sofferenza", e le storie narrate da alcune tracce sono ambientate in futuri distopici.

## Tracce
Testi di Neil Peart, musiche di Geddy Lee e Alex Lifeson.
1. Distant Early Warning – 4:56
2. Afterimage – 5:03
3. Red Sector A – 5:09
4. The Enemy Within (Part I of Fear) – 4:34
5. The Body Electric – 4:59
6. Kid Gloves – 4:17
7. Red Lenses – 4:41
8. Between the Wheels – 5:44

## Formazione
- Geddy Lee - basso, voce, tastiere
- Alex Lifeson - chitarra elettrica ed acustica, tastiere
- Neil Peart - batteria e percussioni acustiche ed elettroniche

## Classifiche
| Classifica (1984) | Posizione massima |
| ----------------- | ----------------- |
| Stati Uniti       | 10                |

## Principali edizioni e formati
Grace Under Pressure è stato pubblicato nel corso degli anni in varie edizioni, ristampe e formati; queste le principali:
- 1984, Anthem Records (solo Canada), formato: LP, MC, 8-Tracks
- 1984, Mercury Records, formato: LP, MC, 8-Tracks, CD
- 1997, Mercury Records, formato: CD, rimasterizzato
- 2016, Mercury Records, formato: LP (vinile 200 g.), rimasterizzato
- 2011, Mercury Records, all'interno del cofanetto Sector 3, formato: CD, rimasterizzato